# M/S Bellman
Ej att förväxla med M/Y C M Bellman eller M/S Carl Michael Bellman
M/S Bellman är en svensk litet passagerarfartyg , som konstruerades av Carl Gustaf Pettersson. Hon byggdes 1938 som Sigtunaturisten på Ernst Erikssons Båtvarv i Flottsund, söder om Uppsala, för omnibusägaren Walfrid Wikman (1881–1943) i Sigtuna och sattes i trafik på traden Stockholm - Sigtuna - Skokloster - Uppsala. Hon är en deplacementsbåt med 17,96 meters längd, kravellbyggd i mahogny. Hon har sitt namn efter Carl Michael Bellman.
Båtens hela ägarlängd håller sig geografiskt inom Stockholms stad och län. År 1947 inköptes hon av Nynäshamns Skeppsmäkleri och Speditionskontor, som döpte om fartyget till Havsbussen och satte henne i trafik mellan Söderby brygga och södra Muskö sommartid. Ägandet övertogs 1957 av moderbolaget Stockholm Nynäs Järnväg. Hon såldes 1962 efter Muskötunnelns tillkomst.
M/S Bellman används fortfarande för passagerartrafik.
År 2019 blev fartyget K-märkt.

## Bildgalleri

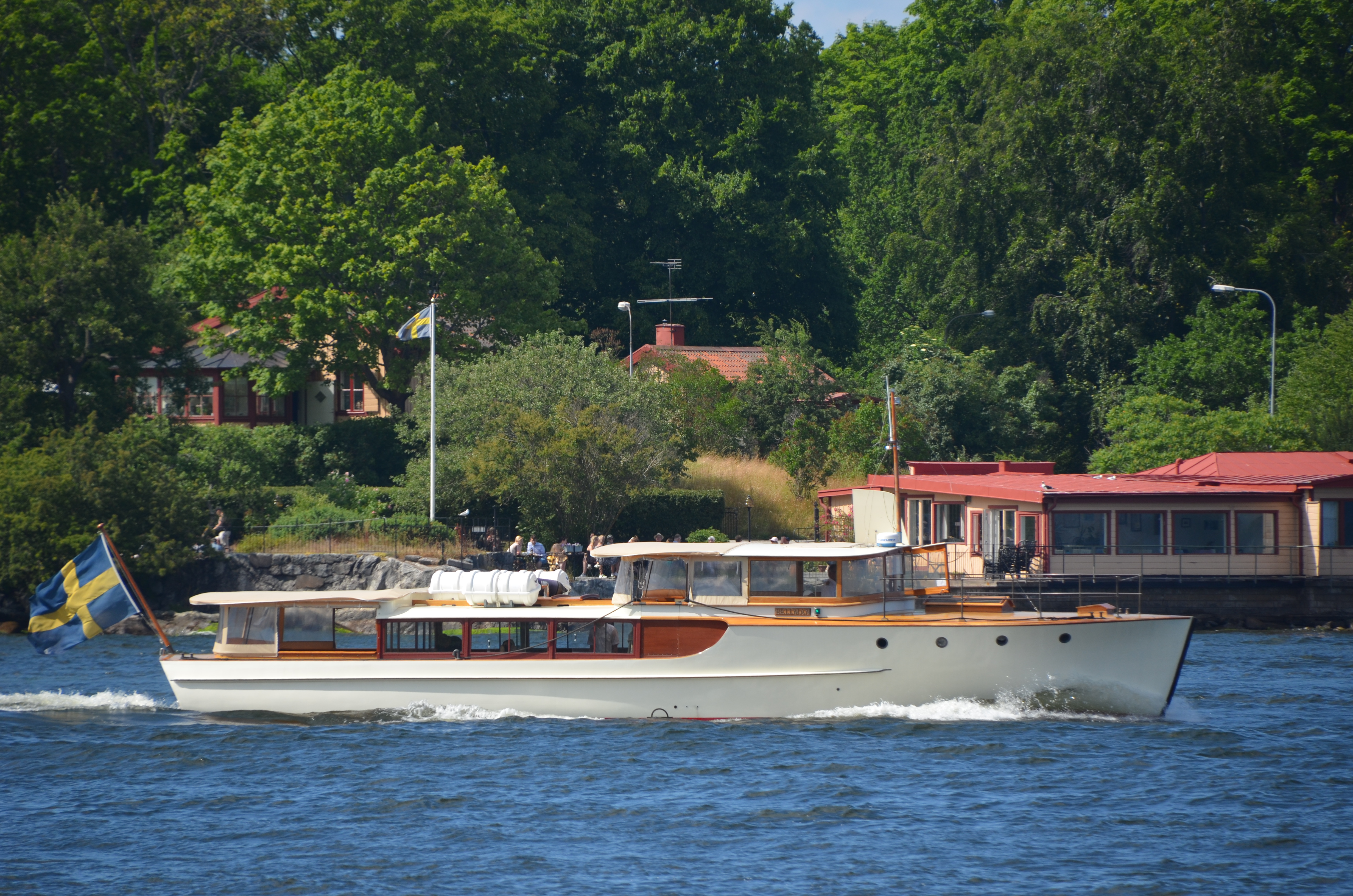
M/S Bellman utanför Blockhusudden på Djurgården i Stockholm.
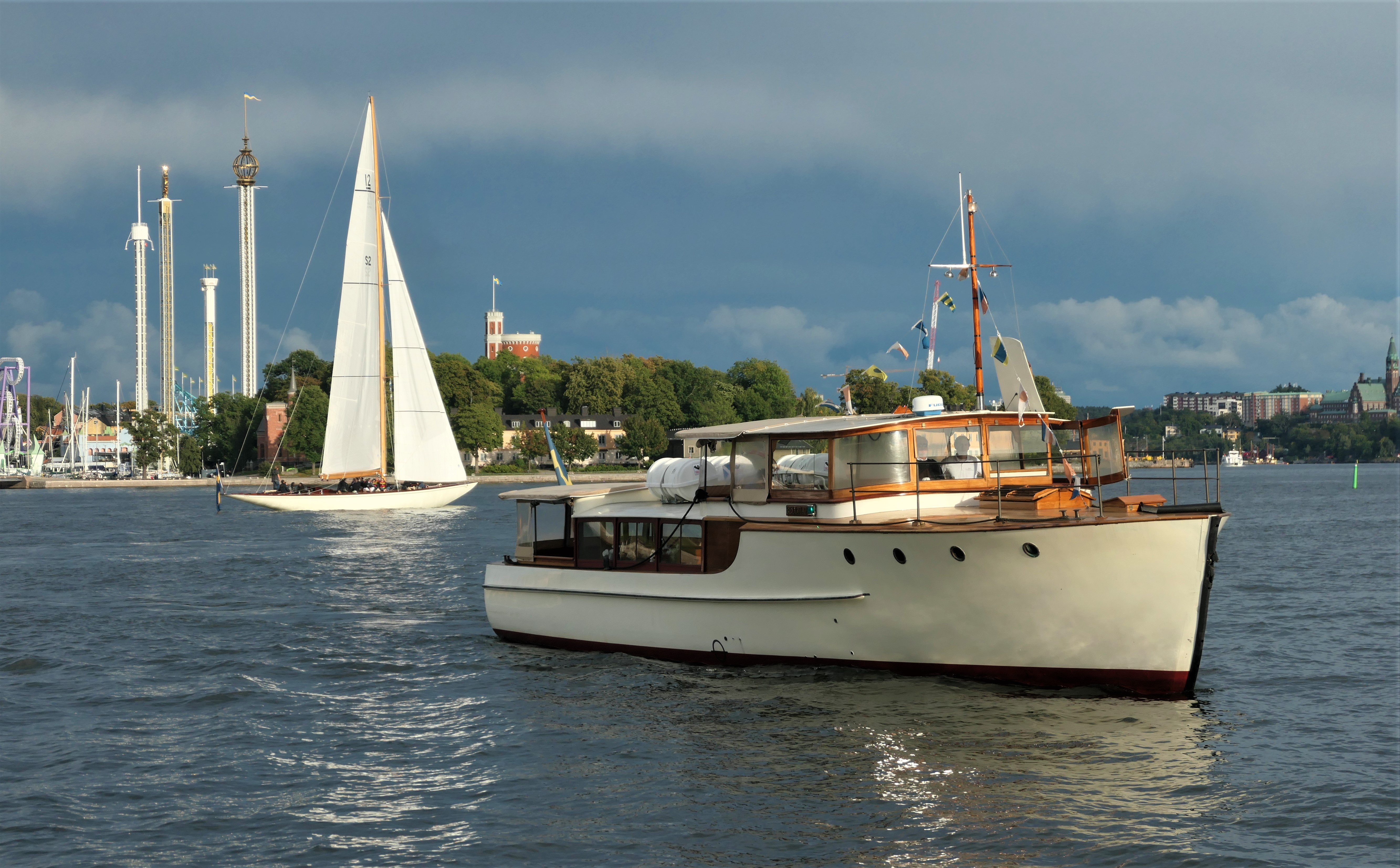
M/S Bellman och S/Y Princess Svanevit i Stockholms ström. I bakgrunden till vänster Skeppsholmen, till höger Gröna Lund.